# Laurent Boudouani
Laurent Boudouani (Sallanches, 29 dicembre 1966) è un ex pugile francese.
E stato campione mondiale WBA dei Pesi superwelter dal 1996 al 1999.

## Palmarès
- Giochi olimpici

Seul 1988: medaglia d'argento nei pesi welter.